# Arrogant (EP)
Arrogant er den første EP af den danske sangerinde og sangskriver Medina, der udkom den 3. april 2014 på Labelmade og A:larm Music. Medina annoncerede EP'en samme dag i forbindelse med Zulu Awards 2014, hvor hun optrådte med "Strip, Pt. 1" sammen med rapperen Kidd. Om titlen har Medina udtalt: "Der er mange danskere, der synes, jeg er arrogant, men jeg elsker mig selv, og hvorfor skulle jeg ikke tillade mig at være stolt af det, jeg har opnået?" EP'en er et opgør med den poplyd Medina er blevet kendt for, og som ifølge sangerinden har sat hende i bås: "Jeg har haft rigtig meget brug for det, for det er det her musik, jeg kommer fra."

## Spor
| #  | Titel                                | Sangskriver(e)                                              | Producer(e)               | Længde |
| -- | ------------------------------------ | ----------------------------------------------------------- | ------------------------- | ------ |
| 1. | "Arrogant" (featuring Højer Øye)     | Medina Valbak, Mads Møller, Thor Nørgaard, Benjamin Johnson | Benny Jamz, Pitchshifters | 3:27   |
| 2. | "Couchie"                            | Valbak, Møller, Nørgaard                                    | Pitchshifters             | 2:53   |
| 3. | "Falske mennesker" (featuring Gilli) | Valbak, Møller, Nørgaard, Kian Rosenberg Larsson            | Pitchshifters             | 4:27   |
| 4. | "Isboks" (featuring Xander)          | Valbak, Møller, Nørgaard, Xander Linnet                     | Pitchshifters             | 3:27   |
| 5. | "Strip, Pt. 1" (featuring Kidd)      | Valbak, Møller, Nørgaard, Nicholas Westwood Kidd            | Pitchshifters             | 3:40   |
| 6. | "Strip, Pt. 2" (featuring Kidd)      | Valbak, Møller, Nørgaard, Kidd                              | Pitchshifters             | 4:01   |

## Medvirkende
- Pitchshifters – producer, instrumenter
- Benny Jamz – producer (spor 1), instrumenter (spor 1)
- Medina Valbak – instrumenter (spor 1, 3)
- Jesper Vestergaard – mixer (spor 1)
- Anders Schumann – mixer (spor 2, 3, 4, 5, 6), mastering